# Шухевич Осип
отець Осип Шухевич (також трапляються на противагу розмовному письмові варіанти імені Йосиф, Йосип; 4 січня 1816, Раківець, — 24 березня 1870, с. Тишківці) — український галицький греко-католицький священник, письменник, перекладач, громадський та освітній діяч. Батько Володимира Шухевича, прадід головнокомандувача УПА Романа Шухевича.

## Короткий життєпис
Родом із села Раківець на Станиславівщині, де служив парохом батько — о. Микола Шухевич.
Закінчив ґімназію при монастирі оо. Василіян у Бучачі 1832 року. Також навчався у львівських домініканців.
Під час навчання у Львівській духовній семінарії (1835–1838) належав до кола «Руської Трійці». Товаришував також з Антіном Могильницьким. Висвячений 1840 року, працював на різних парафіях, зокрема: Мостище (повіт Калуш, 1840–41, адміністратор), Камінне (повіт Надвірна, 1841–42, адміністратор), Волосів (повіт Надвірна, 1841–42, опікун), Старі Богородчани (1842–45, сотрудник). Зазнавав утисків влади.
З 1845 року, за іншими даними з березня 1848 року, — парох Тишківців, того року очолив Городенківську повітову Руську Раду. За його ініціятиви та сприяння в Тишківцях було встановлено знак на скасування панщини 1848 року, відкрито школу 1856 року. Займані посади: Городенківський віце-декан декан (1864–65), декан (1865–70)), інспектор народних шкіл Городенківського повіту.
Друкувався в літературно-науковій газеті «Пчола» (1849 р.); перекладав Л. Верґілія («Пісню про хліборобство», «Скотарські поеми»), Е. Щульце, Гердера, наслідував Вальтера Скотта («Подорожній»).
Помер та похований у родинному гробівці в селі Тишківцях.
Твори О. Шухевича видав посмертно його син Володимир Шухевич під назвою «Переводи і наслідування Осипа Шухевича, з портретом і життєписом автора» (Львів, 1883). Автор передмови — Іван Франко. У передньому слові до книги «Переводи і наслідування Осипа Шухевича» І. Франко писав: «Переводи і наслідування, заміщені в цій книжці — пам'ятка життя і праці чоловіка майже не знаного в нашій літературі, а претім заслуговуючого на всенародне визнання. Переводи дуже корисно свідчать про те, як пильно Осип Шухевич прислуховувався до мови народної, яким обширним способом тієї мови він володів…. Праці Шухевича свідчать ще й о тім, на які широкі розміри задумували наші патріоти з доби нашого народного відродження працю на збагачення нашої словесності, як сміливо і совісно приступили до діла».

### Версія доктораНиколи Андрусяка
Ім'я — Йосиф, син пароха Раківця над Дністром на Городенківщині отця Евстахія Шухевича. Був парохом у селі Тишківцях на Городенківщині (з 1848 року). Навчався у ґімназії при монастирі оо. Василіян у Бучачі в першій половині 1820-х років.

### Сім'я
Мав 12 дітей, двоє померли малими.
- Зенон Шухевич — парох Тишківців, глава, продовжувач «тишковецьких Шухевичів»; сприяв появі українських громадських організацій у селі
- Осипа — найстарша донька, дружина доктора Лонгина Рожанковського, адвоката, посла до Австрійського райхсрату, мати першого команданта Легіону УСС д-ра Теодора Рожанковського[7] і полковника флоту Австро-Угорщини Маркила Рожанковського
- Ольга — дружина о. Ковблянцького,
- Євген — священик, батько адвоката Степана Шухевича
- Ізидор — полковник австрійської армії — під час І-ї світової війни мав стати генералом; через дрібний конфлікт у Загребській лікарні його звинуватили у «великосербських настроях», звільнили зі служби
- Володимир (дід Романа Шухевича) — видатний науковець, найвідоміший дослідник Гуцульщини
- Модеста — дружина гімназійного професора у Києві Миколи Козловського
- Микола Шухевич — адвокат, придбав у Львові територію для української організації «Сокіл-Батько»
- Євгенія (Левицька) — мати письменника та журналіста Василя Левицького-Софроніва.[3]

## Вшанування пам'яті
В Івано-Франківську є Вулиця Шухевичів, названа на честь не лише Осипа, а й усієї його героїчної родини.